# Africada eyectiva alveolar
La africada eyectiva alveolar es un tipo de consonante eyectiva, utilizado en algunas lenguas habladas. Su símbolo en alfabeto fonético internacional es t͡sʼ.

## Aparición
| lengua     | lengua           | palabra          | AFI                     | significado            | notas                                             |
| ---------- | ---------------- | ---------------- | ----------------------- | ---------------------- | ------------------------------------------------- |
| Abaza      | Abaza            | хъацIа           | [qat͡sʼa]                | hombre                 |                                                   |
| Adigué     | Adigué           | папцӀэ           | [pʰaːpt͡sʼa]ⓘ            | 'agudo'                |                                                   |
| Armenio    | armenio oriental | ծառ              | [t͡sʼɑr]                 | 'árbol'                | En otros dialectos orientales corresponde a [t͡s⁼] |
| Avar       | Avar             | мацӀ             | [mat͡sʼ]                 | 'lengua'               |                                                   |
| checheno   | checheno         | цIе              | [t͡sʼe]                  | 'nombre'               |                                                   |
| Georgiano  | Georgiano        | წელი             | [t͡sʼeli]                | año '                  |                                                   |
| Hatz       | Hatz             | zzapale          | [t͡sʼapaɾe]              | 'palo excavador'       |                                                   |
| Haida      | Haida            | ttsanskkaagid    | [t͡sʼanskʼaːkit]         | 'vigas'                |                                                   |
| Cabardiano | Cabardiano       | цӀэ              | [t͡sʼa]ⓘ</img> [t͡sʼa]ⓘ   | 'nombre'               |                                                   |
| Luixutsid  | Luixutsid        | c'uʔkʷs          | [t͡sʼuʔkʷs]              | 'siete'                |                                                   |
| Nuxálk     | Nuxálk           | xłp̓x̣ʷłtłpłłskʷ c | [xɬpʼχʷɬtʰɬpʰɬːskʷʰt͡sʼ] | 'ha tenido una morera' |                                                   |
| Tlingit    | Tlingit          | ts'ankwaat       | [t͡sʼankʷaːt]            | 'araña'                |                                                   |